# Promicrogaster merella
Promicrogaster merella är en stekelart som beskrevs av Nixon 1965. Promicrogaster merella ingår i släktet Promicrogaster och familjen bracksteklar. Inga underarter finns listade i Catalogue of Life.